# Кувейт (аэропорт)
Международный аэропорт Кувейт (араб. مطار الكويت الدولي‎) (ИАТА: KWI, ИКАО: OKKK) расположен в 15 км от центра столицы Кувейта. Единственный международный аэропорт страны. Основной аэропорт авиакомпаний Jazeera Airways, Kuwait Airways, United Aviation и Wataniya Airways. На территории аэропорта находится авиабаза Аль-Мубарак с штабом ВВС Кувейта и музеем ВВС.

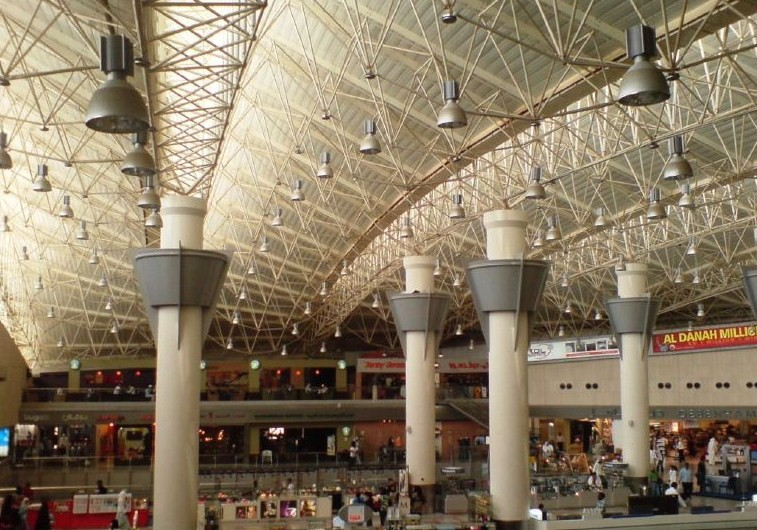

## История
Аэропорт начал работать в 1961 году с асфальтовой ВПП длиной 2 200 метров.
- 1965 год — построены новые диспетчерская башня и ВПП длиной 3 400 метров.
- 1986 год — открыта ВПП длиной 3 500 метров.
- 1990 год — в результате военных действий аэропорту нанесен ущерб в 330$ млн.
- 1999—2000 годы — проведена реконструкция и расширение аэропорта[1].

## Статистика
| Год  | Пассажиров | Грузов, тонна | Коммерческих рейсов |
| ---- | ---------- | ------------- | ------------------- |
| 2006 | 6 053 094  | 166 292       | 50 213              |
| 2007 | 6 910 309  | 176 203       | 56 987              |
| 2008 | 7 226 345  | 180 090       | 61 512              |
| 2009 | 8 125 747  | 197 213       | 78 597              |
| 2010 | 8 332 857  | 208 295       | 79 350              |

## Авиакомпании и направления
| Авиакомпании           | Пункты назначения |
| ---------------------- | --- |
| Air Arabia             | Шарджа |
| Air Arabia Egypt       | Александрия, Луксор, Сохаг |
| Air Cairo              | Александрия |
| Bulgaria Air           | Бургас, Варна |
| Cham Wings Airlines    | Дамаск |
| Egypt Air              | Каир, Шарм-эль-Шейх |
| Emirates               | Дубай |
| Etihad Airways         | Абу-Даби |
| Flydubai               | Дубай |
| FlyEgypt               | Александрия, Асьют |
| FlyNAS                 | Джидда, Таиф, Эр-Рияд |
| Gulf Air               | Манама |
| Iran Air               | Ахваз, Исфахан, Тегеран, Шираз |
| Jazeera Airways        | Александрия, Амман, Асьют, Бейрут, Дубай, Каир, Кочин, Лахор, Манама, Мумбаи, Сохаг, Хайдарабад |
| Jordan Aviation        | Амман |
| KLM                    | Амстердам, Манама |
| Kuwait Airways         | Абу-Даби, Александрия, Алматы, Амман, Ахмадабад, Бангалор, Бангкок, Бейрут, Дакка, Даммам, Дели, Джидда, Доха, Дубай, Исламабад, Каир, Коломбо, Кочин, Лондон, Манама, Маскат, Медина, Мумбаи, Стамбул, Таиф, Тируванантапура, Ченнай, Шарм-Эль-Шейх, Эр-Рияд |
| Lufthansa              | Даммам, Франкфурт-на-Майне |
| Middle East Airlines   | Бейрут |
| Nile air               | Каир |
| Oman Air               | Маскат |
| Qatar Airways          | Доха |
| Royal Jordanian        | Амман |
| Salam Air              | Маскат, Салала |
| Saudi Arabian Airlines | Джидда, Медина, Эр-Рияд |
| Srilankan Airlines     | Коломбо |
| Turkish Airlines       | Анталья, Бодрум, Измир, Трабзон |

## Происшествия
- 10 декабря 1999 военно-транспортный самолет C-130E «Геркулес» ВВС США разбился при заходе на посадку из-за ошибки экипажа, погибло 3 человека[3].